# فتاة جيرسي
فتاة جيرسي (بالإنجليزية: Jersey Girl)‏ هو فيلم دراما كوميدي من إخراج كيفن سميث وبطولة بن أفليك، ليف تايلر، جورج كارلين، ستيفن روت، مايك ستار، راكيل كاسترو، جيسون بيغز وجينيفر لوبيز، صدر الفيلم في الولايات المتحدة في 26 مارس 2004.

## روابط خارجية
فتاة جيرسي على موقع IMDb (الإنجليزية)
- فتاة جيرسي على موقع ميتاكريتيك (الإنجليزية)
- فتاة جيرسي على موقع روتن توميتوز (الإنجليزية)
- فتاة جيرسي على موقع نتفليكس (الإنجليزية)
- فتاة جيرسي على موقع قاعدة بيانات الأفلام العربية
- فتاة جيرسي على موقع ألو سيني (الفرنسية)
- فتاة جيرسي على موقع Turner Classic Movies (الإنجليزية)
- فتاة جيرسي على موقع أول موفي (الإنجليزية)
- فتاة جيرسي على موقع بوكس أوفيس موجو (الإنجليزية)
- فتاة جيرسي على موقع فيلمافينيتي (الإسبانية)